# Honomieru Shōnen
Honomieru Shōnen (仄見える少年?), también llamada Phantom Seer en Inglés, es una serie de manga escrita por Tōgo Gotō e ilustrada por Kento Matsūra. Empezó como un one-shot que participó en el concurso "Golden Future Cup" de Shūeisha en 2018, el cual fue el ganador. Dos años después, empezó su serialización el 30 de agosto de 2020 en la revista Shōnen Jump hasta el 4 de abril de 2021.

## Argumento
En cierta preparatoria, corren rumores de un chico con "Poderes psíquicos", si algo extraño o misterioso sucede, ve con el, y trata de pedir su ayuda, aunque convencerlo no será nada fácil. Ese chico es Iori Katanagi, un solitario estudiante muy misterioso, que pasa su tiempo libre en el instituto encerrado en una habitación llena de Amuletos de papel pegados por todas partes. Mientras tanto, Riku Aibetsu, es una chica que debido a la influencia de sus padres, ama ayudar a los demás, sin embargo, ella tiene un extraño sexto sentido para detectar cuando algo malo va a pasar, y siempre trata de prevenir accidentes en base a ese sentido.
Un día, de la nada, Iori va a buscar a Aibetsu a su clase y la lleva a su habitación, donde le muestra que ella está siendo perseguida por un espectro. En ese momento, la hermana de Iori, Yayoi Katanagi, quien resulta ser una famosa exorcista espectral, llama a Iori por teléfono para que ambos puedan explicarle a Aibetsu la situación en la que se encuentra: Aibetsu es lo que se conoce como una "Señuelo", una persona que atrae espectros de manera inconsciente, y tienen un sexto sentido para detectar peligro a causa de estos. Mientras que, tanto Iori como Yayoi son "Mediums", quienes trabajan exorcizando espectros. 
La hermana de Iori lo encomienda a exorcizar al espectro que acecha a Aibetsu. Luego de realizar la tarea, Yayoi le cuenta que debe convertirse en el protector de Aibetsu (para desgracia de este). La historia narra los casos aterradores donde Iori, un Shaman perezoso, despreocupado y que no le gusta trabajar, y Aibetsu, una enérgica Señuelo que adora ayudar a los demás, tienen que luchar contra los espectros que acechan a las personas, a causa en mayor parte, por la obligación de la hermana de Iori.

## Personajes

### Principales
Iori Katanagi (片儺木 伊織 Katanagi Iori?)
 Seiyū: Ryō Shimokawa (Vomic)
Iori es una persona solitaria, antipática, egoísta, despreocupada, perezosa, que no le gusta trabajar, y que tampoco se toma en serio su trabajo como Medium. Además de nunca querer ayudar a los demás por ser algo demasiado fastidioso. Sin embargo, siempre hace lo que su hermana mayor le pide, ya que la considera terriblemente terrorífica. Iori tiene la meta de convertirse en alguien "Normal" (lejos del mundo de lo sobrenatural), sin embargo, no puede alcanzar esa meta hasta que consiga exorcizar a un espectro llamado "Senjudoji" con el cual tuvo un enfrentamiento pasado, donde murió la chica que a Iori más le importaba, una Señuelo que estaba protegiendo mucho antes de conocer a Aibetsu, que también, fue la causa por la cual Iori se cerró a los demás, y empezó a comportarse de la manera actual, ya que antes, era una persona más amable y bondadosa, aunque sigue mostrando destellos donde Iori lucha para proteger a Aibetsu y a las demás personas en peligro cuando entra en combate contra un espectro.
Debido a su carácter y personalidad, suele discutir mucho con Aibetsu, ya que mientras que Iori es despreocupado, perezoso y no le gusta ayudar a nadie, Aibetsu es todo lo contrario, es enérgica, amable, se preocupa por los demás y quiere ayudarlos cueste lo que cueste. Sin embargo, ambos terminan llevándose bien. Iori pertenece al grupo "Nabari", un grupo de Médiums donde también, están presentes Yayoi y Kenma Oigawa, y también, más tarde Aibetsu, donde pasa a ser parte del grupo ya que está siendo protegida por Iori.
Iori tiene la habilidad de Manipular las Sombras y crear Doppelgangers de los Espectros que exorciza para que sirvan de apoyo en combate, los cuales convoca usando una llave en su muñeca, su espectro más poderoso es Ongyōki, el cual puede utilizar en combate por poco tiempo, ya que si abusa de su ayuda, el espectro terminará consumiéndolo.
Riku Aibetsu (哀別 理久 Aibetsu Riku?)
 Seiyū: Emi Miyajima (Vomic)
Riku Aibetsu es la protagonista femenina, una chica que debido a la influencia de sus padres, ama ayudar a los demás, ya sea de manera normal, o con su sexto sentido que detecta cuando algo malo está a punto de suceder, esto gracias a que es una "Señuelo", una persona que atrae espectros por naturaleza y tiene un sexto sentido para detectar el peligro.
Aibetsu es una persona amable, bondadosa, energética y muy empática. Cuando Riku se entera de que su habilidad de detectar el peligro nace de atraer a los espectros, se siente triste y culpable por ser ella la que pone en peligro a los demás, por lo que en cierto punto, decide desarrollar sus propias habilidades de combate para ser útil a los demás y pelear por si sola. Ella le tiene mucho cariño a Iori, porque sabe que por más egoísta y despreocupado que pueda parecer, él de cierta forma se preocupa realmente por los demás y lucha genuinamente para proteger a las personas cuando se ven envueltas en una situación donde tienen que luchar contra espectros, incluso si se trata de gente con quien tiene ciertas discusiones de vez en cuando por sus diferentes formas de pensar como ella. Aibetsu está consciente del pasado de Iori, y trata de ayudarlo a enfrentar a Senjudoji, aunque fuera en un principio era una novata en combate, a pesar de sus grandes talentos y potencial como Señuelo.
Yayoi Katanagi (片儺木 弥生 Katanagi Yayoi?)
 Seiyū: Tana Yamada (Vomic)
Yayoi es la hermana mayor de Iori, ella es conocida como la Medium más poderosa del mundo, por lo que es muy famosa entre los médiums, siempre tiene sus ojos vendados para controlar sus grandes poderes. Ella se encarga de encomendarle misiones a Iori y Aibetsu para exorcizar espectros, las cuales Iori solo acepta ya que le tiene miedo a su hermana, por lo terrorífica que puede ser. Yayoi es una persona muy misteriosa, que incluso, según Iori, ella desaparece durante meses sin dejar rastro, y luego vuelve como si nada. Se sabe que al ser la líder del grupo Nabari, y una famosa exorcista de alto calibre, a ella y a su hermano menor Iori se les conoce como "Los Hermanos Katanagi", un dúo que tiene la capacidad de Exorcizar espectros de todo nivel.
Senjudoji (千住ドジ?)
Senjudoji es un espíritu con apariencia de niña pequeña, con piel y cabello blanco y ojos rojos. El objetivo de Senjudoji es encontrar un recipiente, el cual solo pueden ser una señuelo, sin embargo, todos los recipientes que usa terminan rompiéndose. Ella peleó en el pasado con Iori debido a motivos desconocidos, y por consecuencia Yuzuki Fuuka murió, la Señuelo que Iori tenía bajo su protección, por lo que ella se convirtió en el objetivo de exorcismo y venganza de Iori, sin embargo, ella lo considera un niño cobarde. Todos los poderes y habilidades de Sendudoji aún son desconocidos, sin embargo se ha mostrado que tiene el poder de poseer a las personas, y utilizar miles de manos como ataques.

### Secundarios
Kenma Oigawa (大井川 研真 Oigawa Kenma?)
Kenma es un medium miembro de Nabari que posee un báculo con el cual puede invocar a unos Espectros llamados "Tengu", a los cuales trata como sus hermanos menores. Kenma es una persona solidaria y que suele ayudar a las personas muy a menudo. Suele pelearse con Iori debido a sus formas diferentes de pensar. Según Kenma, él odia a Iori, sin embargo, Aibetsu se da cuenta de que en realidad no lo odia, sino que solo detesta su actitud perezosa y despreocupada, y que no se tome enserio su trabajo como medium, a pesar de ser tan talentoso, sin embargo, realmente le tiene mucho aprecio y confianza a Iori y es capaz de sacrificarse por protegerlo.
Yojirō Satake (佐竹 与次郎 Satake Yojirō?)
Yojirō es un Medium de limpieza aprendiz de Iori, que se encarga de obtener y transmitir información, además de limpiar las escenas de desastre luego de un combate. Yojirō es una persona muy alegre y casual, aunque, parece que disfruta de molestar a Iori de vez en cuando.
Chihiro Kurose (黒瀬 千尋 Kurose Chihiro?)
Kurose es un Medium que trabaja en el grupo "Korekai", un grupo el cual está muy asociado a Nabari. Kurose es una persona con apariencia llamativa y, un mujeriego en toda regla, tiene un gran carisma y siempre se distrae ligando con mujeres en las calles, sin embargo, eso no quita el hecho de que sea muy responsable en su trabajo y le guarda mucho respeto a Yayoi. Puede leer las emociones de la gente por como se comportan. Parece que siente curiosidad por Iori, debido a como se comporta debido a su pasado y su odio hacia Senjudoji. La especialidad de Kurose es su mechero de bolsillo, con el cual puede hacer diversas técnicas de fuego con él.

## Contenido de la Obra

### Manga
Honomieru Shōnen está escrito por Tōgo Gotō e ilustrado por Kento Matsūra. Comenzó su serialización el 30 de agosto de 2020 en la revista semanal Shōnen Jump de la editorial Shūeisha hasta el 4 de abril de 2021. Siendo compilado en 4 volúmenes tankōbon hasta julio de 2021.

### Lista de volúmenes
| N.º | Fecha de lanzamiento   | ISBN original          |
| --- | ---------------------- | ---------------------- |
| 1   | 4 de diciembre de 2020 | ISBN 978-4-08-882515-1 |
| 2   | 2 de febrero de 2021   | ISBN 978-4-08-882551-9 |
| 3   | 30 de abril de 2021    | ISBN 978-4-08-882641-7 |
| 4   | 2 de julio de 2021     | ISBN 978-4-08-882711-7 |

## Recepción
El 21 de diciembre de 2020, se anunció que el primer volumen vendió lo suficiente para agotarse. Actualmente cuenta con dos volúmenes sacado a la venta y 100.000 copias en circulación.